# Achyrocline celosioides
Achyrocline celosioides là một loài thực vật có hoa trong họ Cúc. Loài này được (Kunth) DC. mô tả khoa học đầu tiên năm 1838.